# Ota Pavlíček
Ota Pavlíček (* 25. ledna 1983 Praha) je český historik filozofie a starších univerzitních dějin se specializací na intelektuální praxi učeneckých elit.

## Životopis
Ota Pavlíček získal magisterský titul v roce 2007 na Husitské teologické fakultě Univerzity Karlovy; zde získal v roce 2014 i titul doktora teologie (Th.D.). Současně studoval i na Sorbonně (Université de Paris IV Paris-Sorbonne), kde ve stejný rok obdržel doktorát z dějin filosofie (Ph.D.).
Od roku 2008 působí ve Filosofickém ústavu AV ČR. Nejprve působil ve funkci vědeckého tajemníka Collegia Europaea, společného pracoviště Filosofického ústavu AV ČR a Filozofické fakulty UK pro výzkum evropských dějin. Následně i jako doktorand, post doktorand, vědecký pracovník a vedoucí vědecký pracovník v Oddělení pro výzkum antického a středověkého myšlení.
V minulosti vedl několik grantových projektů udělených Grantovou agenturou Univerzity Karlovy, Grantovou agenturou Akademie věd ČR či Grantovou agenturou České republiky. Od roku 2021 je hlavním řešitelem projektu ACADEMIA, pro který jako první český historik plně zakotvený na české vědecké instituci získal Starting Grant Evropské výzkumné rady (ERC). Projekt se zabývá výzkumem intelektuální praxe, obsahu textů a šíření vědění zejména v rámci tzv. kvodlibetních debat na evropských univerzitách v 14.-17. století.
V rámci stáží a krátkodobých výzkumných projektů působil také na Vídeňské univerzitě, na King’s College London, na Università degli Studi v Miláně, Thomas Institutu v Kolíně nad Rýnem, Monumenta Germaniae Historica v Mnichově či ve francouzském Centre national de la recherche scientifique (CNRS) v Paříži. Je také stálým zástupcem Akademie věd ČR u Union Académique Internationale.
Zabývá se především dějinami intelektuální praxe a učenecké produkce v pozdně středověké Evropě s důrazem na dění na pražské univerzitě a jejími vazby na další univerzity ve střední a západní Evropě. Dále se věnuje filosofickým a teologickým (především filosofická teologie) diskusím a filosofickému pozadí české reformace.

### Ocenění
- 2007 – Cena Josefa Hlávky pro nejlepší studenty a absolventy českých univerzit[2]
- 2008 – Bolzanova cena Univerzity Karlovy za magisterskou práci[10]
- 2014 – Cena Josefa Hlávky[11]
- 2015 – Jan Hus Educational Foundation Prize[2]
- 2016 – Prémie Otto Wichterleho[12]
- 2024 – Cena Neuron v oboru sociálních věd[13]

## Dílo

#### Monografie
- Studying the Arts in Late Medieval Bohemia: Production, Reception and Transmission of Knowledge, Turnhout: Brepols 2021 (editor)
- Jeroným Pražský. Středověký intelektuál, mučedník české reformace a hrdina národní tradice, Praha: FILOSOFIA 2018 (editor)

#### Studie a stati (výběr)
- Stephen of Páleč’s works on universals, with a critical edition of his question Utrum universale sit aliquid extra animam preter operacionem intellectus , in: Archives d’histoire doctrinale et littéraire du Moyen Âge 88, 2021, s. 287-336
- Jerome of Prague, in: The Encyclopedia of Medieval Philosophy, 2nd edition, ed. H. Lagerlund, Dordrecht - Heidelberg - London - New York: Springer 2020, s. 893–901.
- Jan Hus as a Philosopher: The Topic of Universals in Two Theological Contexts of His Sentences Commentary (Super IV Sententiarum I, dist. 19 and 33), in: Przegląd Tomistyczny 34, 2018, 547–568.
- Filosoficko-teologické základy myšlení Jana Husa: Univerzálie a některá s nimi spojená témata, in: Filosofický časopis 63, 2015, No. 6, s. 859–892.